# 氰帕明
氰帕明（INN：cianopramine，或称为：3-氰基丙咪嗪，研发代号：Ro 11-2465）是一种含氮有机化合物，分子式C20H23N3，能作为三环类抗抑郁药（TCA）和5-羟色胺受体的受体拮抗剂，从未上市销售。